# Trois places pour le 26
Trois places pour le 26 è un film del 1988 diretto da Jacques Demy.
È il penultimo film del regista, definito «musical semiautobiografico» e suo «testamento spirituale».